# 馬仁

## 生平
馬仁（646年—711年12月18日），河南固始人，唐代將領，原是嶺南行軍總管陳政部將，統領騎兵，跟隨入閩，陳政歿後，馬仁繼續追隨其世子陳元光。
依1986年的《台灣廟宇榜》，陳元光有四位副祀神「四輔將軍」，其中馬仁為輔順將軍。
根據《漳州府志》記載「陳元光疏薦部曲子弟馬仁等有幹略，請授為司馬等職。詔從之。」據說是征討蠻族時陣亡，屹立不動而卒，被閩南人奉為神明，認為此神專門守護騎兵、戰馬、軍人。

### 台灣
- 永興宮：台中市烏日區五光路復光二巷41號
- 復興宮：台中市東勢區
- 順天宮：台中市中區中山路328號
- 鎮興廟：彰化縣員林鎮
- 萬安宮：彰化縣大城鄉
- 鎮安宮：彰化縣田中鎮
- 馬公廟：台南市六合境
- 慶和廟：宜蘭市
- 長興廟：宜蘭縣礁溪鄉
- 山安宮：新北市五股區
- 順安宮：高雄市路竹區
- 主殿配祀： 鳳邑開漳聖王廟
- 同安厝同安宮（主殿配祀）：高雄市梓官區

### 大陸
- 馬公廟：福建省漳州市區岳口街
- 元帅爷公庙：福建省漳州市云霄县莆美镇高塘村

内祀开漳先贤马仁元帅，附祀李伯瑶。元帅爷庙始建于明末，2010年重修。占地1200平方米，建筑面积180平方米，硬山建筑风格。

## 參閲
- 《漳州府志》